# Pseudohalogen

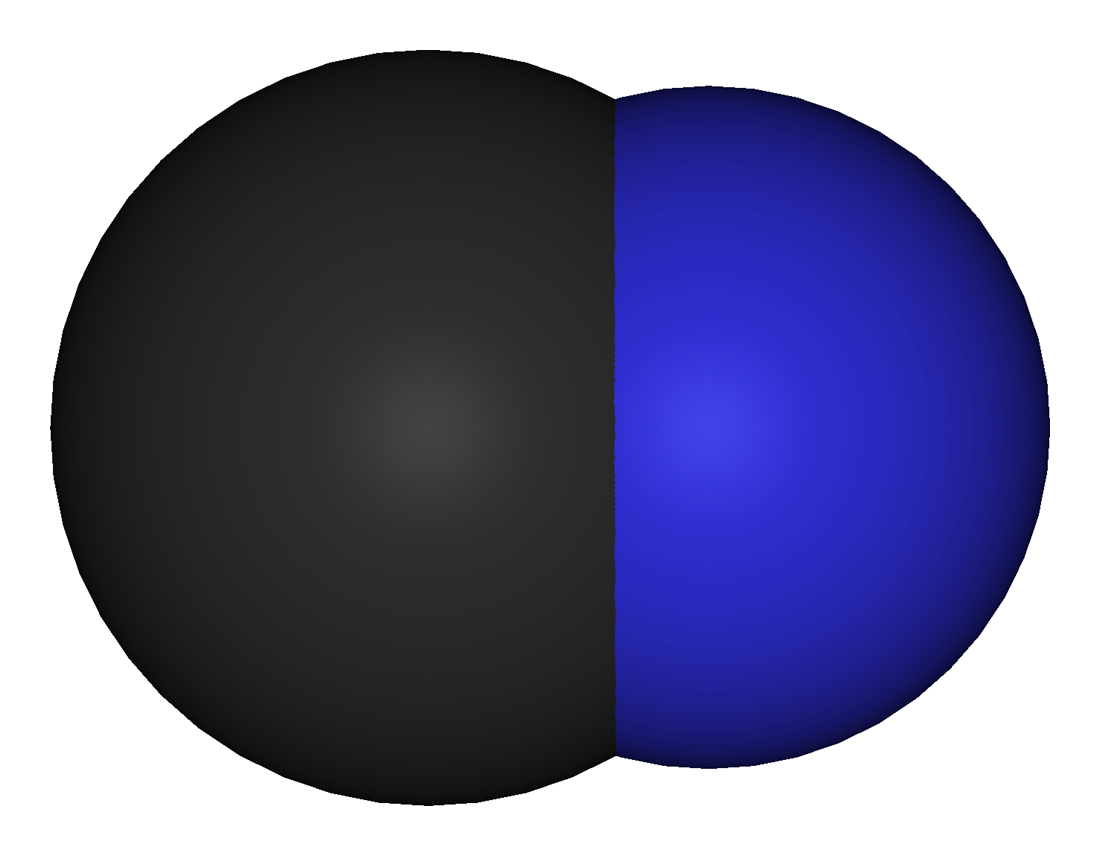
Anionul cianură este un pseudohalogen.

Termenul de pseudohalogen este folosit în chimie și face referire la specii chimice care sunt analogi poliatomici ai halogenilor. Pseudohalogenii au un comportament chimic asemănător cu acela al halogenilor. Compușii care conțin pseudohalogeni pot fi de forma:
Ps–Ps (de exemplu, cianogen), sau Ps–X. Ionii formați se numesc pseudohalogenură (de exemplu, ionul cianură sau derivații săi ionii oxicianură (cianat), sulfocianură (tiocianat). Pot intra în componența acizilor cu structură de hidracid (acid cianhidric), sau pot juca rol de ligand în combinații complexe (fericianură). 
Cele mai cunoscute exemple de grupe funcționale pseudohalogen sunt: cianură, cianat, tiocianat și azidă.